# The CW Television Network
The CW Network, LLC (referit obișnuit ca The CW sau simplu CW) este un canal de televiziune american controlat de Nexstar Media Group printr-un interes de proprietărie de 75%. Numele canalului este derivat de la inițialele companiilor cofondatoare CBS Corporation și Warner Bros., cu CBS Corporation fiind fuzionat cu a doua iterație a Viacom să formeze ViacomCBS și Warner Bros. fiind deținut de Time Warner, mai târziu WarnerMedia sub AT&T. Nexstar a încheiat achiziția unui interes de control pe 3 octombrie 2022, cu Paramount Global și Warner Bros. Discovery (succesorii respectivi ai CBS Corporation și WarnerMedia) fiecare păstrând acțiuni de proprietărie de 12,5%.
The CW a debutat la 18 septembrie 2006 ca succesor al UPN și The WB, care au fost închise respectiv pe 15 și 17 septembrie al aceluiași an. Primele două nopți de programe ale The CW – pe 18 și 19 septembrie 2006 – au fost alcătuite din reluări și speciale legate de lansare. The CW și-a marcat data de lansare formală pe 20 septembrie 2006 cu premiera de două ore a celui de al șaptelea ciclu al America's Next Top Model. Gama de programe ale canalului este destinată în principal la spectatorii între 18 și 34 de ani, deși din 2008 până în 2011, canalul și-a schimbat programele pentru a atrage femeile din acel grup demografic. La data de august 2017, audiența canalului a fost împărțită în mod egal între bărbați și femei.

## Emisiuni
- 13: Fear is Real
- 4Real
- 7th Heaven